# Західне Расанає
Західне Расана́є (індонез. Rasanae Barat) — один з 6 районів міста Біма провінції Західна Південно-Східна Нуса у складі Індонезії.
Населення — 31940 осіб (2012; 31126 в 2010).

## Адміністративний поділ
До складу району входять 6 селищ:
| Населений пункт | Населення, осіб (2010) |
| --------------- | ---------------------- |
| Дара            | 6155                   |
| Нає             | 4358                   |
| Пане            | 2826                   |
| Паруга          | 5393                   |
| Сарає           | 6289                   |
| Танджунг        | 6105                   |